# Cyclemys dentata
La tartaruga foglia asiatica (Cyclemys dentata Gray, 1831) è una specie di tartaruga della famiglia dei Geoemididi.

## Descrizione
È una specie di modeste dimensioni, con un carapace lungo poco più di 200 mm. La forma di quest'ultimo è ovoidale e il margine posteriore è dentato. La colorazione e il pattern di testa, carapace, piastrone e ponte sono piuttosto simili a quelli di C. atripons. Tuttavia, alcune caratteristiche permettono la distinzione da quest'ultima: la pigmentazione di fondo del carapace è tendenzialmente marrone scura; la gola presenta striature e/o venature scure (anziché essere uniformemente gialla); il ponte non è mai completamente nero e, anzi, può essere del tutto giallo; negli immaturi le striature del collo sono più sottili e il piastrone è solitamente marrone chiaro (invece che giallo). La dieta è onnivora e comprende piante, frutta, insetti, molluschi e altri invertebrati sia acquatici che terrestri.

## Distribuzione e habitat
La tartaruga foglia asiatica è distribuita nel Sud-est asiatico, dalle regioni peninsulari di Thailandia e Malaysia, attraverso Singapore, le isole di Giava e Sumatra, per finire al Borneo e alle Filippine (Palawan, isole Sulu). È una specie semi-acquatica che popola foreste e boschi collinari e planiziali, preferendo torrenti e fiumi dalle acque basse. Gli immaturi sono tendenzialmente più acquatici degli adulti.

## Conservazione
Ancora relativamente diffusa, sebbene sia costantemente e intensamente prelevata per sostenere il mercato alimentare e quello terraristico.